# Padi (Gondang)
Padi is een bestuurslaag in het regentschap Mojokerto van de provincie Oost-Java, Indonesië. Padi telt 1295 inwoners (volkstelling 2010).